# IC 409
IC 409 је спирална галаксија у сазвјежђу Орион која се налази на листи објеката дубоког неба у Индекс каталогу.
Деклинација објекта је + 3° 19' 2" а ректасцензија 5h 19m 33,5s. Привидна величина (магнитуда) објекта IC 409 износи 14,2 а фотографска магнитуда 15,0. IC 409 је још познат и под ознакама MCG 1-14-24, CGCG 421-26, PGC 17105.